# Dave Rowntree
David Alexander De Horne "Dave" Rowntree, född 8 maj 1964 i Colchester i Essex, är en brittisk trumslagare. Rowntree är mest känd som medlem i Blur. Han är även med i bandet The Ailerons.